# Флаттерс, Жан-Жак
Жан-Жак Флаттерс (фр. Jean-Jacques Flatters; 6 ноября 1786, Крефельд, Дюссельдорф — 19 августа 1845, Париж) — французский скульптор, специализировавшийся на создании портретных бюстов.

## Биография
Родился в 1786 году в Крефельде (Германия). Учился в Париже у скульптора Жана Антуана Гудона и художника Жака Луи Давида.
В 1813 году Флаттерс получил Римскую премию второй степени за барельеф «Одиссей и Неоптолем отнимают оружие Геракла у Филоктета». В следующем году, добровольцем поступив во французскую армию, в звании младшего лейтенанта шеволежерского полка участвовал в обороне Франции от русско-прусско-австрийских войск. В 1816 году демобилизовался из армии с пенсией в размере половинного оклада.
На протяжении почти 30-летней дальнейшей карьеры скульптора Флаттерс стал известен, в первую очередь, как мастер портретных бюстов. Созданный им бюст графа Ростопчина, русского губернатора Москвы в 1812 году, украшает постоянную экспозицию Государственного Эрмитажа в Санкт-Петербурге. Бюст молодой королевы Виктории работы Флаттерса можно увидеть в Музее Виктории и Альберта в Лондоне. Четыре бюста французских полководцев его работы украшают интерьер Версаля и т. д.
Жан-Жак Флаттерс скончался в 1845 году в Париже.
Сыном скульптора был Поль Флаттерс (1832—1881), подполковник французской армии, путешественник (исследователь Сахары) погибший в стычке с туарегами вместе со всеми французами из состава своего отряда.

## Галерея

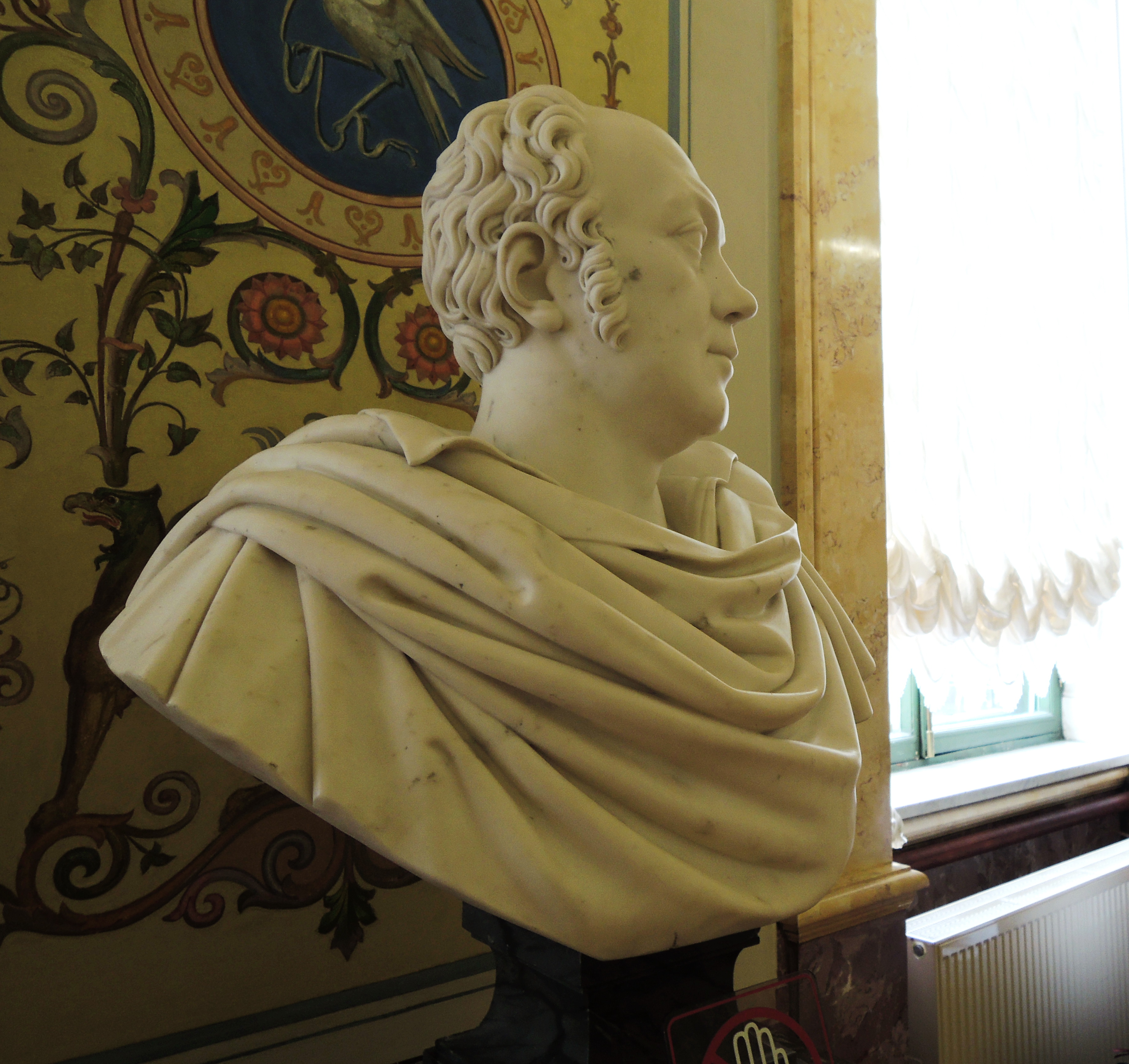
Граф Фёдор Ростопчин, Государственный Эрмитаж,  Санкт-Петербург
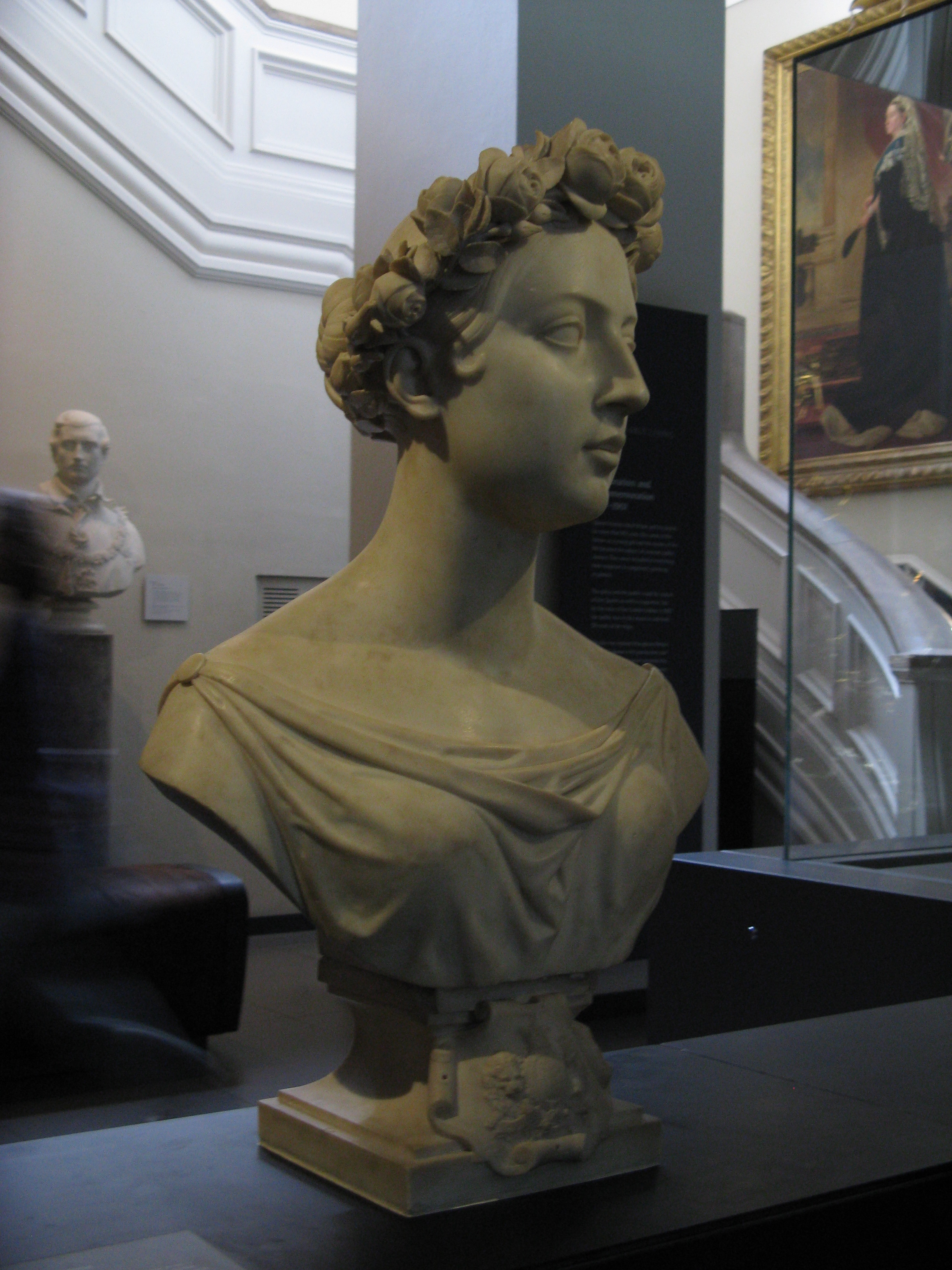
Королева Виктория, Музей Виктории и Альберта, Лондон
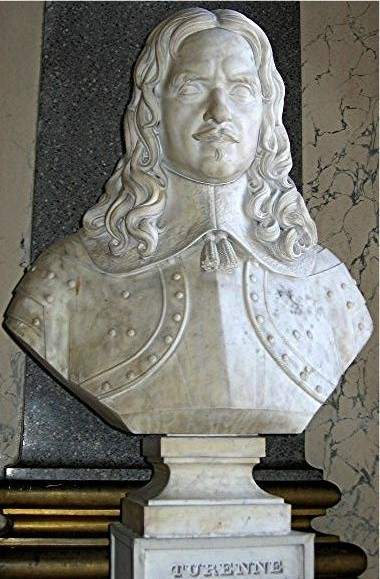
Главный маршал Франции Тюренн, Версаль
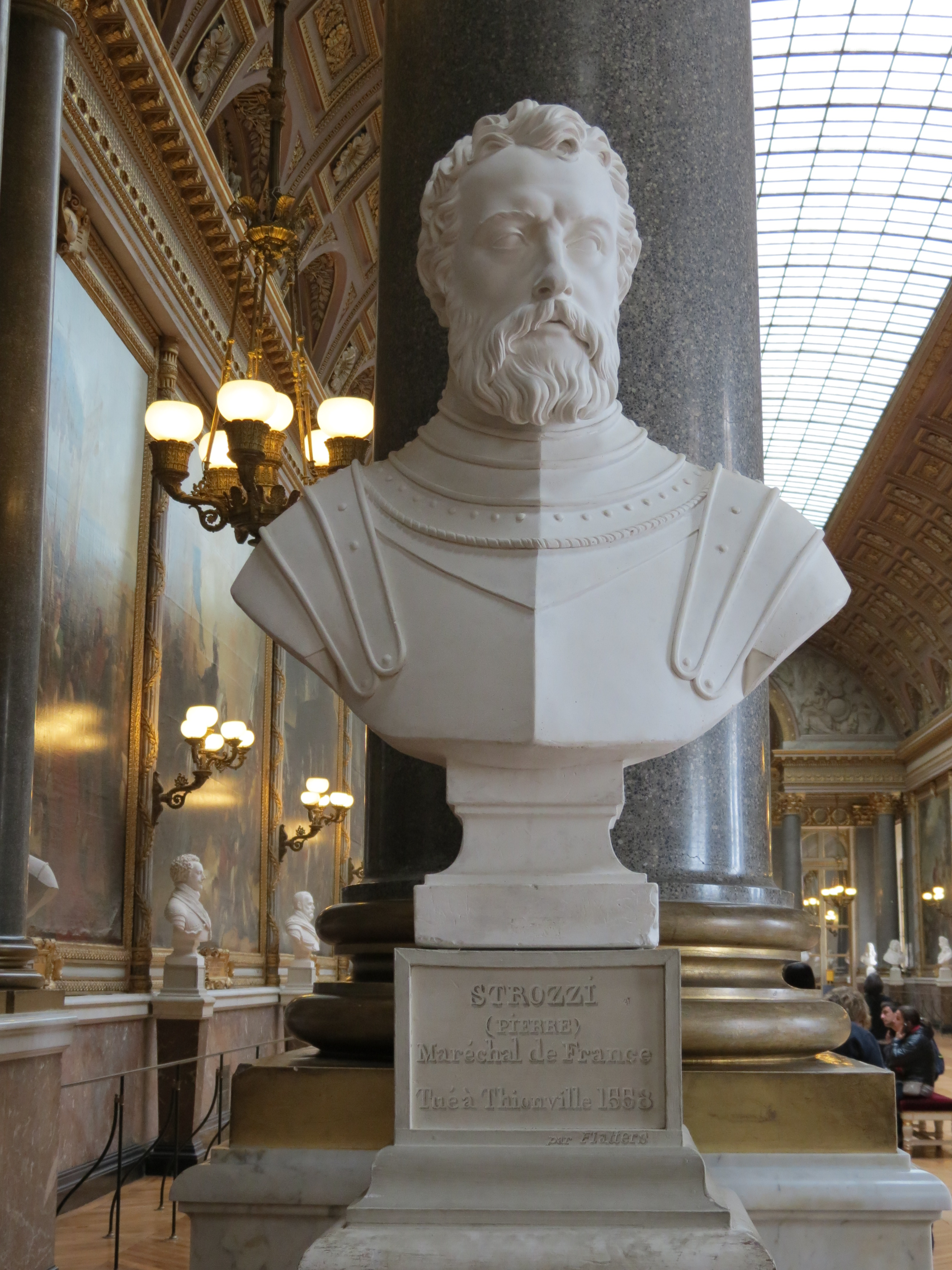
Маршал Франции Пьеро Строцци, Версаль